# Amendoeira (Macedo de Cavaleiros)
Amendoeira is een plaats (freguesia) in de Portugese gemeente Macedo de Cavaleiros en telt 490 inwoners (2001).